# 10445 Coster
10445 Coster este un asteroid din centura principală de asteroizi.

## Descriere
10445 Coster este un asteroid din centura principală de asteroizi. A fost descoperit pe 29 septembrie 1973 la Observatorul Palomar de Cornelis Johannes van Houten, Ingrid van Houten-Groeneveld și Tom Gehrels. Asteroidul prezintă o orbită caracterizată de o semiaxă mare de 2,47 ua, o excentricitate de 0,15 și o înclinație de 3,8° în raport cu ecliptica.